# Petar Cikusa Jelicic
Petar Cikusa Jelicic   (Bordils, 8 de desembre de 2005) és un jugador d'handbol català que juga de central al FC Barcelona de la Lliga Asobal. És internacional amb la selecció d'handbol d'Espanya. Té un germà bessó que també és jugador d'handbol, Djordje Cikusa.

## Trajectòria
Petar va debutar el 2 de novembre de 2023 amb la selecció espanyola, juntament amb el seu germà Djordje, en un partit amistós davant la selecció d'handbol dels Països Baixos. Amb aquest partit es van convertir en els segons jugadors més joves a debutar amb la selecció espanyola, amb 17 anys, 10 mesos i 22 dies, sis mesos després que ho fes Quico López Balcells l'any 1966.
El 2024 juntament amb el seu germà Jordi o Djordje van ascendir al primer equip d'handbol del FC Barcelona i van firmar el seu primer contracte professional fins al 2027. El seu germà, Jordi, va ser cedir al Montpellier per la temporada 2024-2025.
Va formar part de la preselecció espanyola per als Jocs Olímpics de París 2024, però va ser el primer descartat. Tot seguit, va disputar l'Europeu sub-20 d'Eslovènia, on es va proclamar va campió i MVP. Coincidint amb el final del campionat, va quedar una plaça lliure a la selecció absoluta per la baixa del lesionat Joan Cañellas. El seleccionador Jordi Ribera va inscriure el jove bordilenc a la llista de reserves pel torneig olímpic. Els Hispanos van assolir la 3a posició en la competició, però com Cikusa no va arribar a estar convocat per a cap dels partits, no se'l considera medallista.